# JMJD1C
JMJD1C‏ (Jumonji domain containing 1C) هوَ بروتين يُشَفر بواسطة جين JMJD1C في الإنسان.